# Chico (llengua)
Chico (també maidu de la vall) és una llengua extinta de les llengües maidu que havia estat parlada pels maidus que vivien al Nord de Califòrnia, entre Sacramento i els turons de la Sierra.